# Lidzbark Warmiński (gmina)
Lidzbark Warmiński est une gmina rurale du powiat de Lidzbark, Varmie-Mazurie, dans le nord de la Pologne. Son siège est la ville de Lidzbark Warmiński, bien qu'elle ne fasse pas partie du territoire de la gmina.
La gmina couvre une superficie de 371,01 km2 pour une population de 6 733 habitants.

## Géographie
La gmina inclut les villages de Babiak, Blanki, Bobrownik, Budniki, Bugi, Chełm, Długołęka, Drwęca, Gajlity, Grabniak, Ignalin, Jagodów, Jagoty, Jarandowo, Kaszuny, Kierz, Kłębowo, Kłusity Wielkie, Knipy, Kochanówka, Koniewo, Koniewo-Osada, Kotowo, Krasny Bór, Kraszewo, Łabno, Łaniewo, Łaniewo-Leśniczówka, Lauda, Markajmy, Marków, Medyny, Miejska Wola, Miłogórze, Morawa, Nowa Wieś Wielka, Pilnik, Pomorowo, Redy, Redy-Osada, Rogóż, Runowo, Sarnowo, Stabunity, Stryjkowo, Suryty, Swajnie, Świętnik, Tremlak, Widryki, Wielochowo, Workiejmy, Wróblik, Zaręby, Zwierzyniec et Żytowo.
La gmina borde la ville de Lidzbark Warmiński et les gminy de Bartoszyce, Dobre Miasto, Górowo Iławeckie, Jeziorany, Kiwity, Lubomino, Orneta et Pieniężno.